# Mission Earth
 (novembre 2017).
Si vous disposez d'ouvrages ou d'articles de référence ou si vous connaissez des sites web de qualité traitant du thème abordé ici, merci de compléter l'article en donnant les références utiles à sa vérifiabilité et en les liant à la section « Notes et références ».
Mission Earth est un album de rock expérimental publié par Edgar Winter en 1986. 
Les paroles et la musique sont écrits par le fondateur de la scientologie, L. Ron Hubbard.

## Description
L. Ron Hubbard a laissé des instructions à suivre détaillées et des cassettes audio pour les musiciens et les producteurs lors de la réalisation de cet album, qui a été publié à titre posthume pour Hubbard. Edgar Winter a décrit Mission Earth comme « à la fois un retour aux racines primaires du rock et pourtant très expérimental. » Winter avait des mots brillants pour Hubbard quand il écrivit, « La vision technique de Ron sur le processus d'enregistrement était exceptionnelle ».
Winter décrivait également la délimitation du contre-rythme dans le rock par Hubbard comme quelque chose de « phénoménal », d'autant plus qu'il avait été entièrement inexploré et seulement entendu plus tard dans les rythmes africains de l'œuvre de Paul Simon, cinq ans environ après l'analyse de Ron. 
Cet album a été publié par Revenimus Music Publishing, la division d'édition musicale de l'Église de Scientologie, qui a également publié l'album The Road to Freedom, qui a également été écrit par L. Ron Hubbard, mais interprété par divers artistes. Ceux-ci étant John Travolta, Chick Corea et son épouse Gayle Moran Corea, Leif Garrett, Frank Stallone, Karen Black et Nicky Hopkins, entre autres.

## Production
L. Ron Hubbard a laissé des instructions détaillées et des bandes audio aux musiciens et aux producteurs à suivre lors de la réalisation de cet album, qui a été publié à titre posthume pour Hubbard. Edgar a décrit Mission Earth comme "à la fois un retour aux racines primitives du rock et pourtant hautement expérimental". Winter a eu des mots élogieux pour Hubbard lorsqu'il a écrit: "La perspicacité technique de Ron sur le processus d'enregistrement était exceptionnelle." Winter a également décrit la délimitation par Hubbard du contre-rythme dans le rock comme quelque chose « qui n'était rien de moins que phénoménal, d'autant plus qu'il avait alors été entièrement inexploré et n'a été entendu que plus tard dans les rythmes africains de l'œuvre de Paul Simon, environ cinq ans après celui de Ron. analyse."

## Couverture de l'album
La pochette de l'album, avec un aspect de science-fiction présente un homme blond, ressemblant à Winter, flottant dans les nuages derrière une poigne de fer qui semble tenir une représentation de la Terre. Le graphique de la poigne de fer apparaît également sur la couverture de Mission Terre, le roman. L'arrière-plan comprend un ciel nocturne. Les mots sur l'album incluent Edgar Winter écrit dans une police d'aspect futuriste et les mots "Mission Earth", écrits dans une écriture cursive. Certaines versions de l'album ont été vendues avec un autocollant en feuille d'or qui disait "Words and Music by L. Ron Hubbard".

## Musiciens
- Edgar Winter – saxophones soprano, alto et ténor, échantillonneur, claviers, chant
- Barry Stein – orgue Hammond B3, accordéon, chant
- Rick Cruzen – synthétiseurs, effets sonores
- Bo Tomlyn – programmation
- Peter Schless – programmation, sequencer ("Planet Earth")
- Charlie Rush – sequencer, percussions, effets sonores
- Tamia Arbuckle – basse, guitare, effets sonores
- Pavel Farkas – premier violon
- Bob Peterson – violon
- Vladimir Polimatidi – violon
- Bob Becker – alto
- David Campbell – alto
- John Walz – violoncelle
- Ron Miscavige – trompette, cornet
- Ali Darwich – tabla turc
- Kotto Gabal – tambourin turc
- Monique Winter – chant ("Just a Kid")
- Margie Nelson - chant ("Teach me")
- Steve Ambrose – chant ("The Spacer's Lot")